# クレ・アブラーム

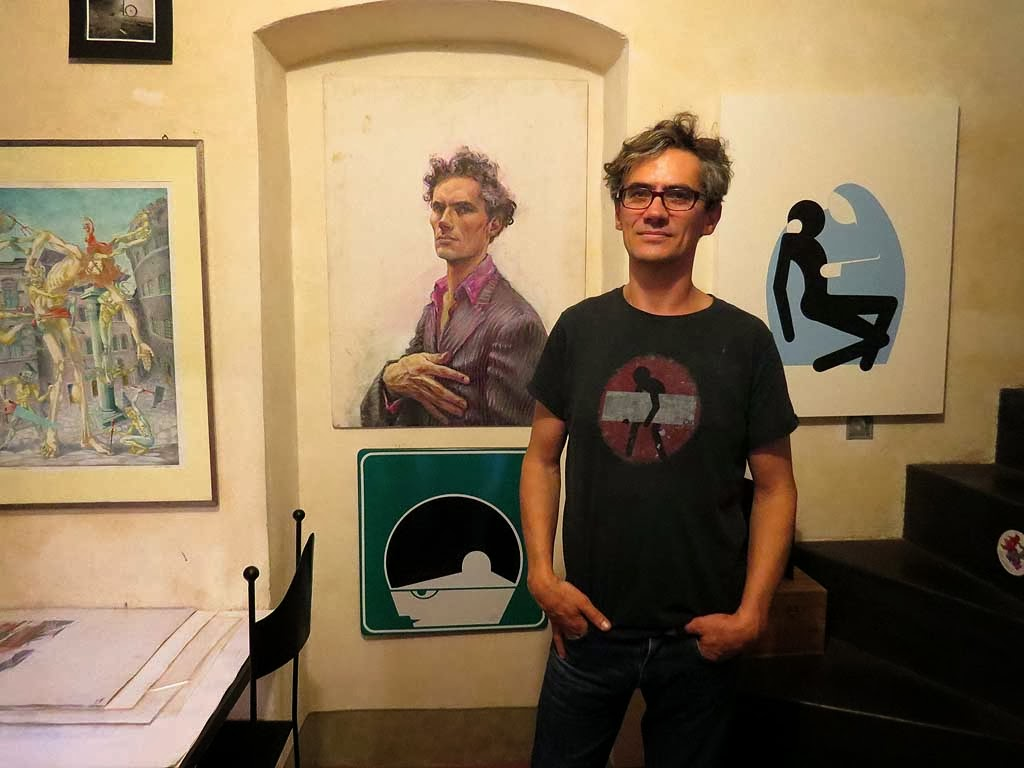
クレ・アブラーム

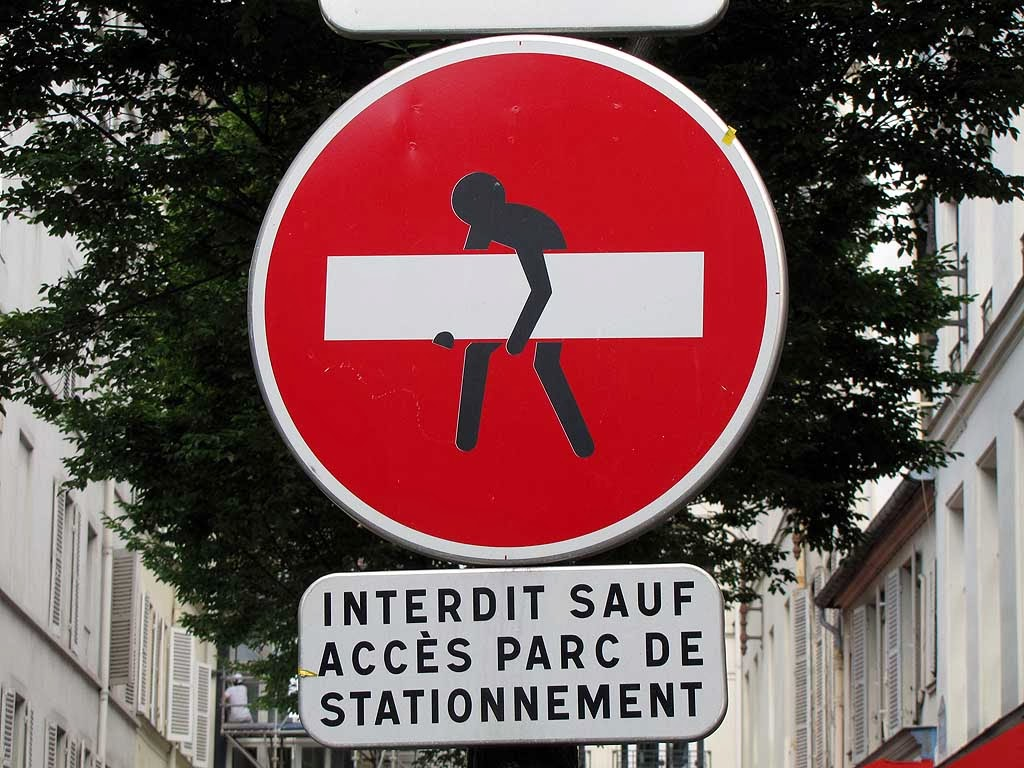
ステッカーを貼られた標識

クレ・アブラーム（Clet Abraham、1966年10月2日 -）は、フランス・ブルターニュ出身の芸術家である。

## 人物
イタリアのフィレンツェに在住し、ヨーロッパ各地に出没して深夜に道路標識にステッカーを貼り、標識の意味を変えるという活動を行っている。
アブラームの主張によれば、標識は権力の象徴であって、個人の表現や思考を停止させるものであり、人々がその指示に従うように求められていることについて思いを巡らすことを期待しているという。
一方、このような行為は法的問題を孕むものであり、道路標識への悪戯であるとして、アブラームはヨーロッパにおいて400ユーロの過料を科されたことがある。
2014年12月には、日本の京都や大阪でも同様の活動を行っている。